# Улица Михаила Грешилова
Улица Михаи́ла Греши́лова — улица на юго-западе Москвы в районе Ясенево Юго-Западного административного округа между Новоясеневским проспектом и Голубинской улицей.

## Происхождение названия
Проектируемый проезд № 5314 получил название улица Михаила Грешилова в июне 2017 года. Проезд назван в честь советского подводника Героя Советского Союза Михаила Грешилова (1912—2004).

## Описание
Улица начинается от Новоясеневского проспекта, проходит на юго-запад, затем поворачивает на юго-восток и соединяется с Голубинской улицей.